# 팔라완섬
팔라완섬(Palawan Island)은 필리핀 남서부에 있는 섬으로, 민도로섬과 보르네오섬(말레이시아) 사이에 있다.

## 개요
북서쪽으로 남중국해, 남동쪽으로 술루해를 접한다. 길이 약 397 km, 너비 평균 약 40km의 가늘고 긴 모양의 섬으로, 면적은 약 11,785km2이며 필리핀에서 5번째로 큰 섬이다. 생태계가 잘 남아있어 자연의 비경을 간직한 곳이 많으며, 푸에르토 프린세사 지하강 국립공원이 세계유산으로 등록되어 있다. 시차는 한국보다 1시간이 느리다

## 지리
열대 우림으로 덮인 높은 산맥이 섬의 대부분을 차지하며, 남부 만타린가항산(해발 2,086m)이 최고봉이다. "필리핀 최후의 개척지"라고도 하는 비경의 생태계가 잘 남아 있어 생태 관광의 대상이 되고 있다. 《푸에르토 프린세사 지하강 국립공원》과 《투바타하 암초 해양공원》이 세계유산에 등록되어 있다.
남북으로 긴 팔라완섬 주변에는 무수한 작은 섬이 있다. 섬의 북서쪽에는 부수앙가섬(Busuanga), 쿠리온섬, 코론섬(Coron) 등으로 구성된 칼라미안 제도(Calamian)가 있고, 필리핀 굴지의 좋은 어장으로 다이빙 명소로 (주위는 제2차 세계대전 중 일본군의 침몰선이 많음), 또한 고급 리조트로 알려져 있다.

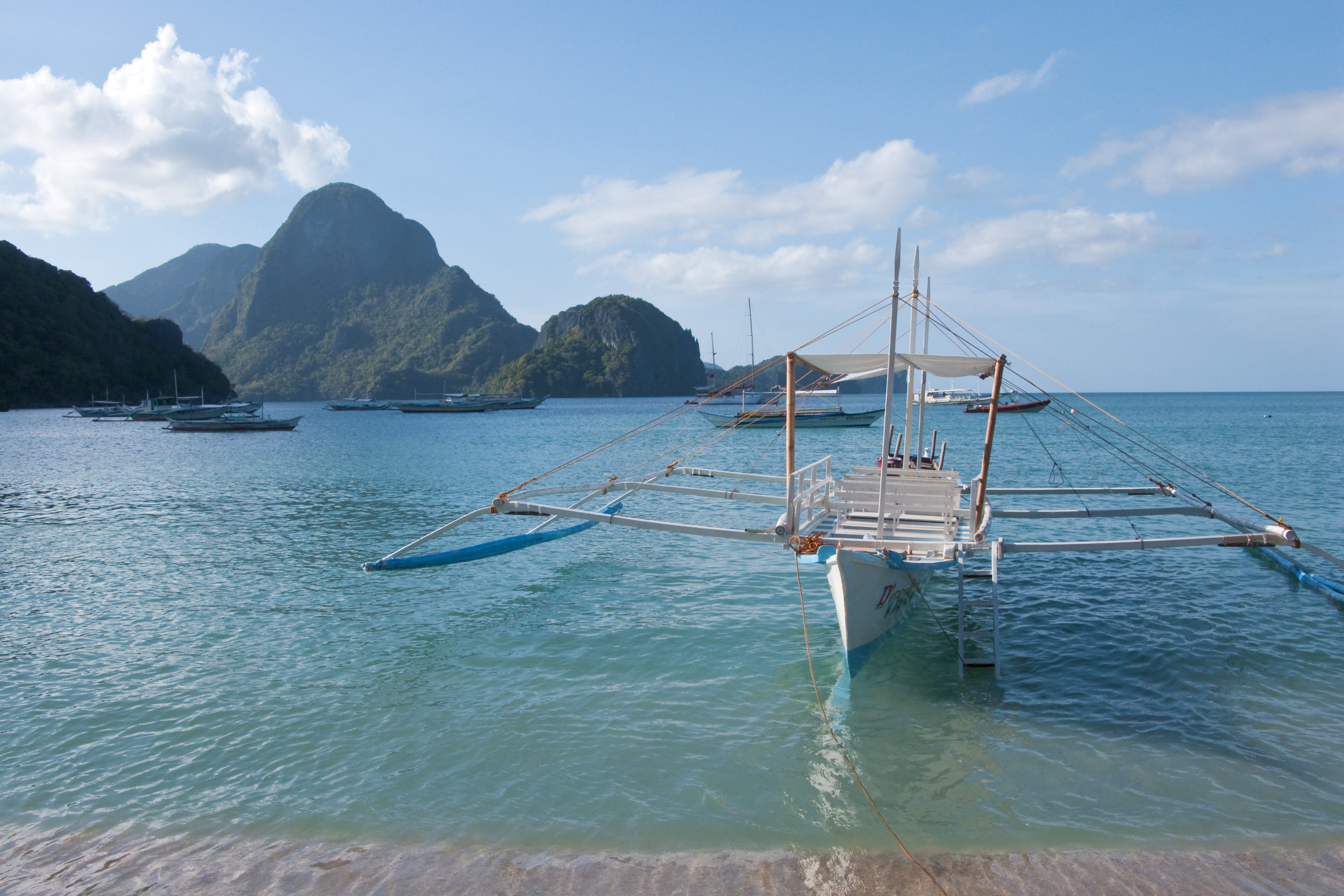
엘니도

섬 북부의 도시 엘니도는 높고 깎아지른 듯한 대리석으로 된 수십 섬 경관과 아름다운 백사장으로 알려져 있으며, 주변에 위치한 리조트 아일랜드로 출발한 항구이기도 하다. 이 리조트는 섬 하나를 하나의 리조트가 독점하는 호화스러운 구조이며 은둔적인 리조트를 추구하는 관광객들에게 인기가 있다. 기타 두란간섬은 팔라완섬의 서쪽에 접해 있으며, 장미 백 섬 남단에 접하고 보르네오와 장미 백 해협에서 갈라지고 있다.

## 주민
"필리핀 마지막 국경"이라는 말에는 "개척지"라는 의미도 있다. 팔라완섬은 20세기 초까지 해안 지대를 제외하고, 남쪽부터 팔라완인, 타구바누아인, 바타쿠인 같은 원주민들이 살고 있으며, 화전농업(바타쿠 사람은 사냥 등)을 영위하고 있었다.
제2차 세계대전 후, 팔라완섬은 필리핀 중부 비사야 제도 등에서 소작농, 농장에서 일하는 농장 노동자, 어민 등이 농지 개척, 풍요로운 어장, 광부, 벌목 작업을 하는데 대규모로 정착하고 대전 직후에 5만명 정도의 인구가 1990년에는 40만명으로 급증했다. 또한 민다나오섬 서부의 무슬림(모로인) 분리주의자들의 내전을 피해 이슬람교도 이동하고 있다.
이러한 급속한 이주에 따른 인구 과밀로 땅을 가진 사람과 없는 사람의 대립이 심각한 비사야 지역의 문제를 해결하기 위한 정책이기도 했지만, 원주민의 생활과 섬 환경 사이의 마찰도 일으키고 있다.

## 산업
팔라완섬의 주요 산업은 농업, 어업, 외에 리조트와 관련된 관광 산업(유럽인, 특히 독일인들에게 인기가 있다)과 실리콘 광산 등이 있다. 임업은 중요한 산업이었으나, 1992년부터 보호를 위해 금지하고 있다. 또한 2001년 민다나오섬 등을 거점으로 하는 과격파 아부 사야프라는 무리가 팔라완섬에서 관광객을 납치하는 사건이 일어나 관광에 어두운 그림자를 드리웠다.

## 사진

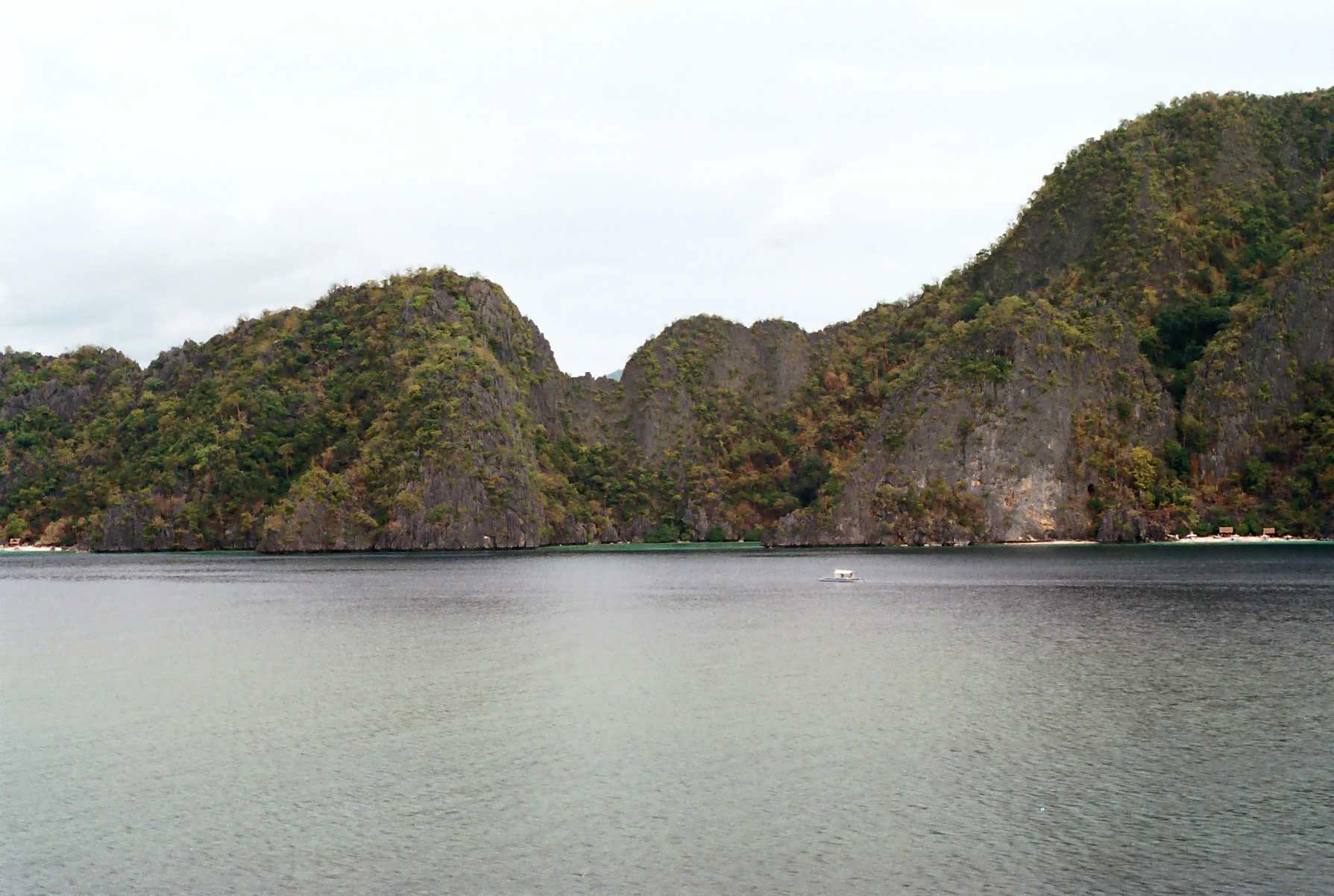
코론섬
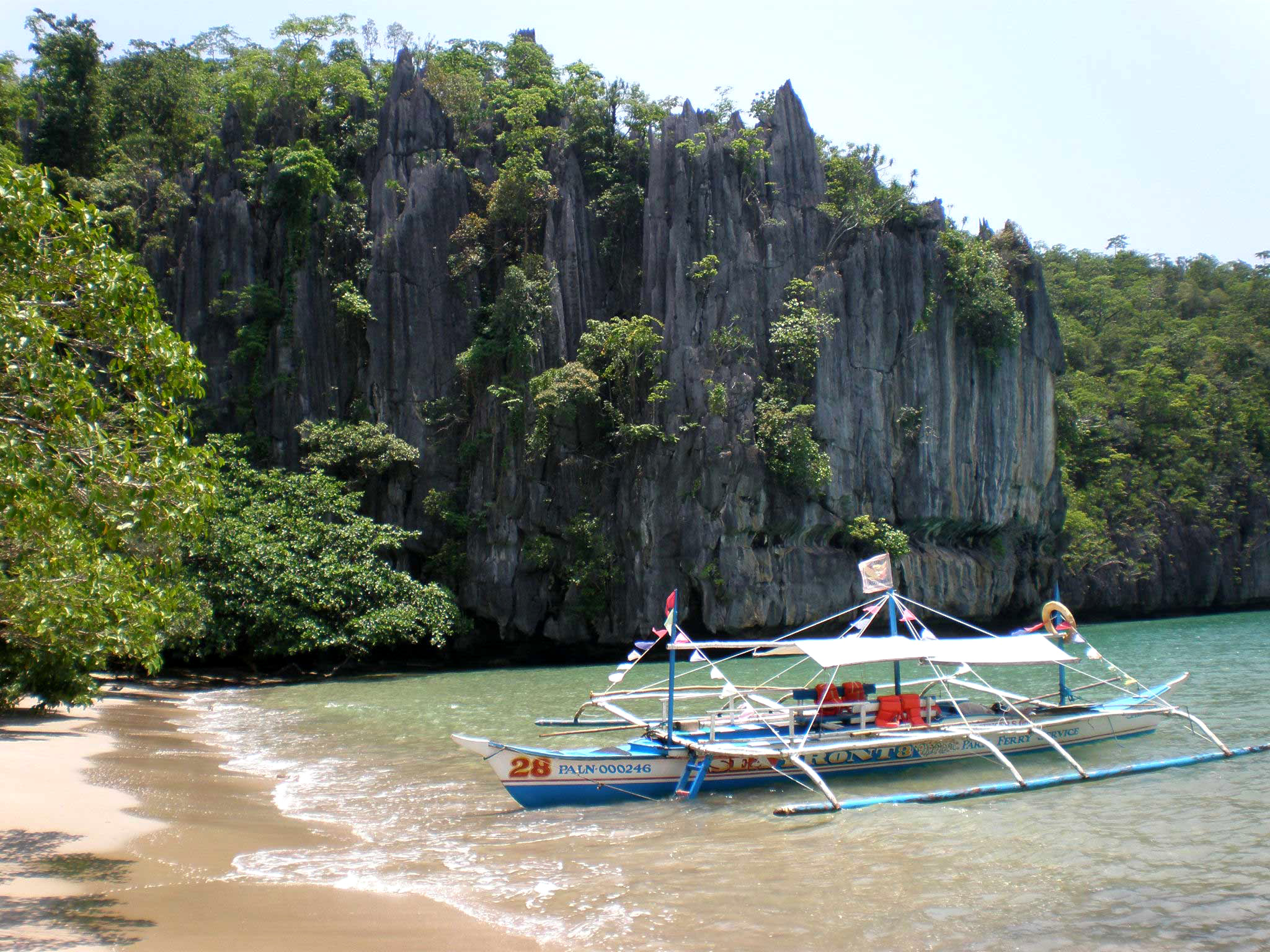
지하 강으로 가는 길
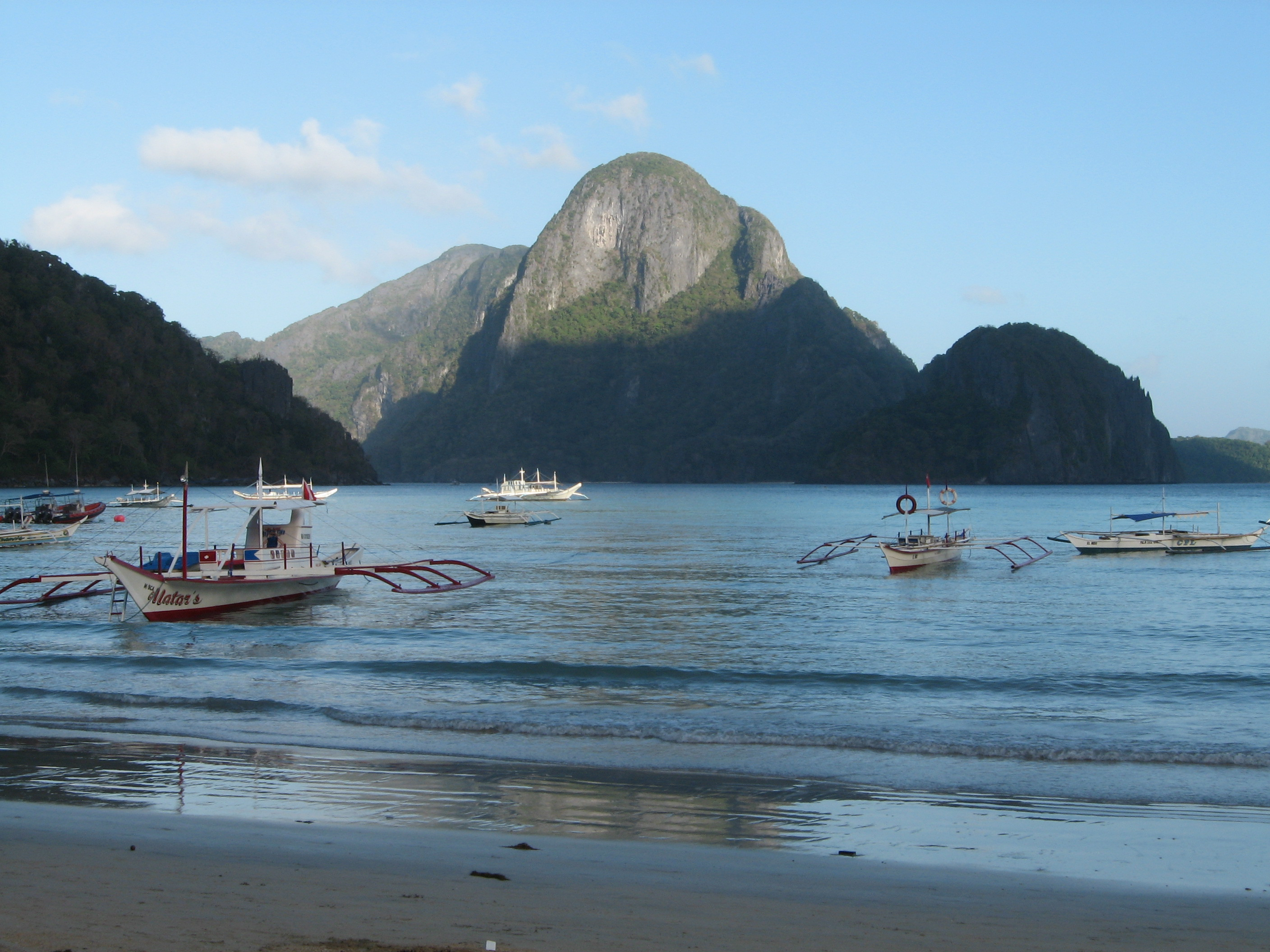
엘니도 해변
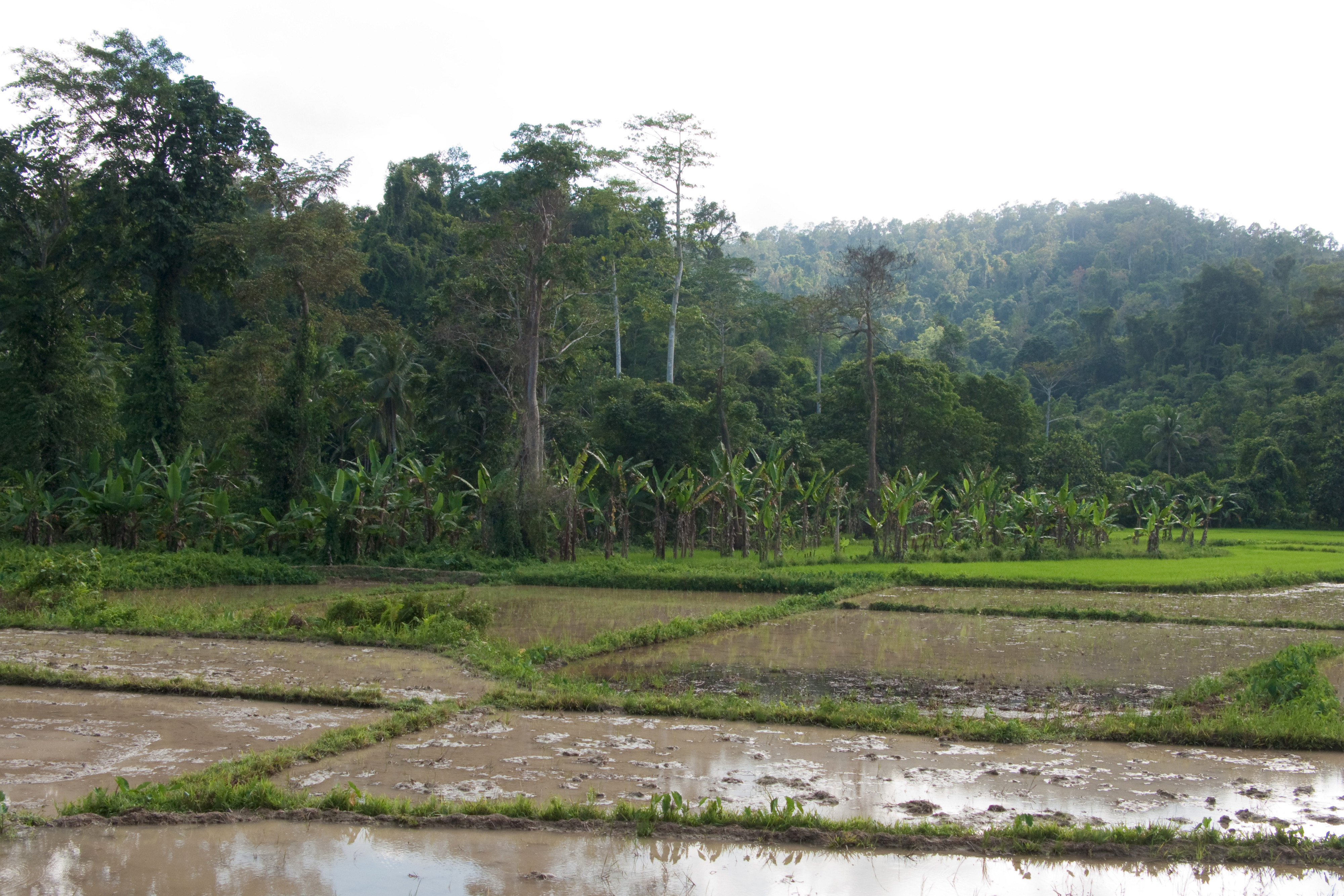
숲
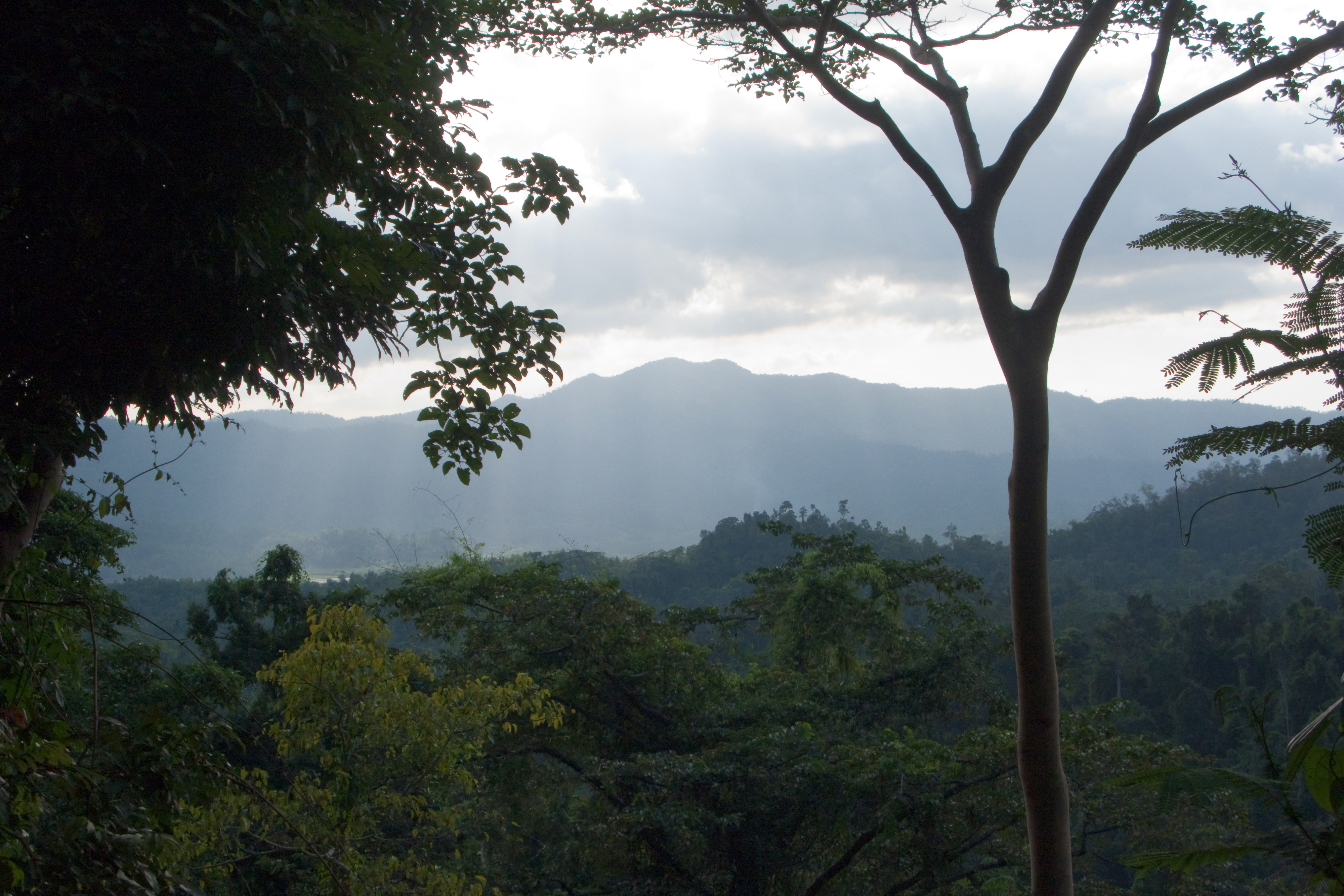
숲

## 같이 보기
- 푸에르토프린세사 지하강 국립공원